# Trichrysis

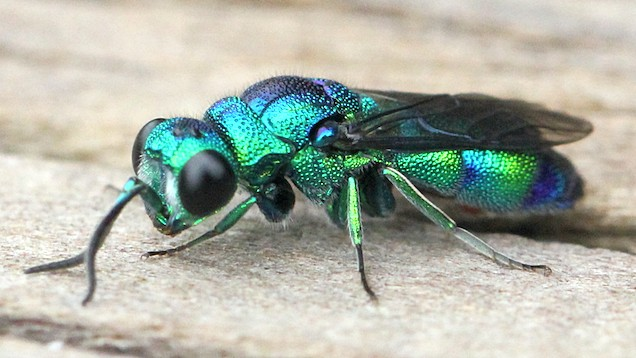
Trichrysis lusca

Trichrysis (лат.) — род ос-блестянок из подсемейства Chrysidinae (триба Chrysidini).

## Описание
Тело удлиненное. Задний край третьего тергита брюшка с 3 небольшими широкими зубцами. Гнездовые паразиты одиночных сфекоидных ос и пчёл. Одни из самых массовых представителей ос-блестянок в фауне Средней Европы (в Белоруссии 28 % находок всех блестянок приходится на Trichrysis cyanea).

## Систематика
Около 30 видов. Палеарктика, Афротропика (7 видов), Австралия и Ориентальная область (>10). В Китае 13 видов. В Средней и Южной Европе 3 вида (в Европейской части России 1 вид). В широкой трактовке род Trichrysis включал в качестве подродов и другие таксоны, например Chrysidea, а также Caenochrysis  Kimsey and Bohart, 1990 и Lorochrysis  Kimsey and Bohart (оба Неотропика). Ранее рассматривался в качестве подрода в составе рода Chrysis. В 1980 году Trichrysis был повышен в статусе до отдельного рода (Bohart and Kimsey, 1980).
- Trichrysis baratzsensis — Сардиния[2]
- Trichrysis coeruleamaculata Rosa, Wei & Xu, 2016 — Китай[3]
- Trichrysis cyanea (Linnaeus, 1758) — Палеарктика
- Trichrysis formosana (Mocsáry, 1912) — Китай[3]
  - = T. sauteri (Mocsáry, 1912), =T. taial (Tsuneki, 1970)
- Trichrysis hexapholis  Bohart, 1987 — Шри-Ланка.
- Trichrysis imperiosa (Smith, 1874) — Китай
- Trichrysis lacerta (Semenov-Tyan-Shanskii & Nikolskaya, 1954) — Греция, Египет, Кавказ, Кипр, Турция
- Trichrysis lusca (Fabricius, 1804) — Китай
- Trichrysis luzonica  (Mocsáry, 1889) — Китай
- Trichrysis pellucida  (du Buysson, 1887) — Китай
- Trichrysis poseidonia Rosa et al., 2023 — Индия, Непал[4]
- Trichrysis secernenda (Mocsáry, 1912) — Китай
- Trichrysis scioensis (Gribodo, 1879) — Афротропика (до Египта и Палестины)
- Trichrysis sinica Rosa, Nguyen & Wiśniowski, 2022[5]
- Trichrysis striata Nguyen, Wiśniowski & Rosa, 2022[5]
- Trichrysis tonkinensis (Mocsáry, 1914) — Китай[3]
- Trichrysis triacantha (Mocsáry, 1889) — Китай
- Trichrysis tridensnotata  Rosa, Wei & Xu, 2016 — Китай[3]
- Trichrysis trigona (Mocsáry, 1889) — Китай
- Trichrysis yuani Rosa, Feng & Xu, 2016 — Китай[3]
- Другие виды

## Синонимия
- Trichrysis (типовой вид Sphex cyaneus Linnaeus, 1758)
- Alocochrysis Haupt[6]